# Menaka (geslacht)
Menaka is een geslacht van insecten uit de orde vliesvleugeligen (Hymenoptera) en de familie Ichneumonidae.

## Soorten
- M. borealis Kasparyan, 1985
- M. brunnea Gupta & Gupta, 1971
- M. nigrita Gupta & Gupta, 1971